# Jacob Bunel
Pour les articles homonymes, voir Bunel.
Jacob Bunel est un peintre français de la seconde école de Fontainebleau né à Blois, baptisé le 6 octobre 1558, et mort à Paris le 14 octobre 1614.

## Biographie

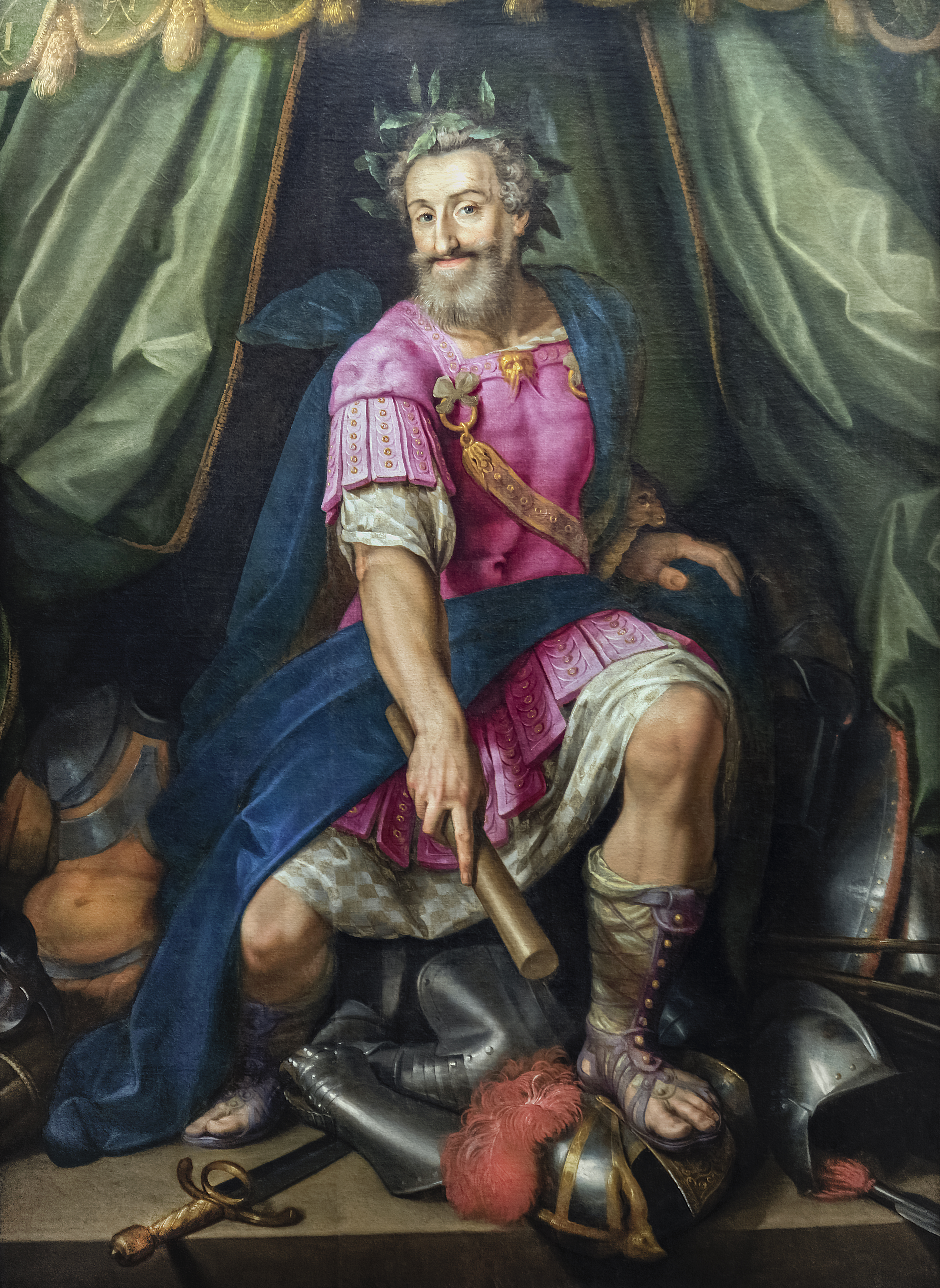
Henri IV représenté en Mars, vers 1605-1606, Pau, musée national du château

Jacob Bunel est issu d'une famille d'artistes. Son père, François Bunel, travaillait à Blois comme peintre, et son frère, François Bunel le Jeune, est lui aussi un peintre actif dans l'entourage de la cour de Navarre. Son acte de naissance rapporté par Alexandre Dupré montre qu'il est né catholique. On ignore à quelle date il est devenu protestant. Ce changement de religion a dû se faire avant qu'il entre au service d'Henri de Navarre. 
Sylvie Béguin rapporte qu'après avoir été formé par son père, il est parti assez jeune en Espagne et aurait assisté Federico Zuccaro et Pellegrino Tibaldi sur le chantier du cloître de l’Escurial où ils travaillent entre 1585 et 1588. Il est ensuite à Rome où on le retrouve dans l'atelier de Zuccaro. Revenu à Blois, il y peint de nombreux portraits.
Jacob Bunel est de retour à Tours où il loue une maison par contrat du 15 juillet 1595 et se marie à Tours avec Marguerite Bahuche, de religion protestante, elle-même peintre et fille de peintre. Ils viennent travailler à Paris en 1599 à la demande d'Henri IV, peut-être en souvenir de son père, François Bunel, qui avait été son peintre et son valet de chambre. Il n'a pas d'enfant de ce premier mariage et à sa mort, sa femme reprend sa charge de peintre du Roi.
Dès 1600, il est employé par le roi aux décors du Palais des Tuileries, et sans doute dès 1603 aux décors de la Petite Galerie du Louvre (actuelle "Galerie d'Apollon", totalement reconstruite au début du règne de Louis XIV), en remplacement de Toussaint Dubreuil qui venait de mourir,,. Il obtient également un logement sous la grande galerie du Louvre, en tant qu'artiste protégé par le roi,. Il s'associe à son épouse Marguerite Bahuche pour orner les travées de la galerie de 28 portraits de rois et reines de France, de Saint Louis à Henri IV, et la décoration du plafond, avec des scènes mythologiques (ensemble totalement détruit lors de l'incendie de 1661, et connu par de rares dessins préparatoires). Henri Sauval en donne une description admirative dans Histoire et recherches des antiquités de la ville de Paris, tome 2, p. 39. Le peintre étend son intervention à la "Salle des Antiques" en 1609.
Peut-être vers 1612-1614, il participe à un dernier chantier royal : aux côtés de Gabriel Honnet, Guillaume Dumée et Ambroise Dubois, il réalise les décors du Grand cabinet de la reine-mère au rez-de-chaussée de l'aile sud de la Cour carrée du Louvre, sur le thème de la Jérusalem délivrée du Tasse. 
Entre 1608 et 1610, il réalise les peintures du maître-autel de la nouvelle église des Feuillants du Faubourg-Saint-Honoré à Paris, commandé par Marie de Médicis. Le tableau d'autel représentait L'Assomption de la Vierge (déposé au musée des beaux-arts de Bordeaux dans l'hôtel de ville de Bordeaux en 1803 et détruit par l'incendie du 7 décembre 1870), et la face arrière de l'autel était ornée d'une représentation du Christ au Jardin des Oliviers également perdue. L'Assomption aurait été volontairement laissée inachevée par l'artiste, de confession protestante et ayant refusé de représenter la Vierge. C'est le peintre Charles de La Fosse qui aurait finalement terminé le tableau à la fin du XVIIe siècle. 
Il peint une Pentecôte (perdue) pour le maître-autel de la chapelle de l'Ordre du Saint-Esprit au monastère des Grands Augustins. 
À son décès il est inhumé au cimetière des Saints-Pères.
Son élève et compatriote tourangeau Claude Vignon (1593-1670), qui le quitta en 1609 pour un séjour en Italie dit de lui « J'ay eu l'honneur de connoistre Jacob Bunel, le plus grand peintre qui fut en Europe, et mesme je me glorifie d'auoir eu de sa bonté les premiers enseignements de peinture. ».

## Famille
- Jean Bunel[14], peintre à Blois. En 1518, il reproduit des écussons aux armes de la ville,
  - François Bunel (1525-avant 1580)[15] marié avec Marie Gribbet ;
    - François Bunel le Jeune (vers 1552-1599), marié par contrat du 10 septembre 1580, en présence de sa mère, veuve, et de son oncle Philibert Bunel, passé à Tours avec Catherine Guillet, fille de l'orfèvre Louis Guillet et de Marie Benard. Il s'installe alors définitivement à Tours. Il est peintre de la Cour de Navarre au moins depuis 1583, jusqu'en 1589, valet de chambre du roi[16] ;
    - Appelles Bunel, baptisé le 28 décembre 1555, mort jeune ;
    - Jacques ou Jacob Bunel (1558-1614), marié en 1595 avec Marguerite Bahuche (vers 1561-1632), fille d'Antoine Bahuche[17] (vers 1535-1617), peintre, et de Jeanne Guirault, nièce de Marie Bahuche, fille de son frère Pierre Bahuche, marchnd à Lyon, et de Judith Foubert, mariée en 1616 à Pierre Boulle, tourneur et menuisier du roi[18]. Marguerite Bahuche est la sœur de Marthe Bahuche (morte avant 1615), mariée à Daniel Jumeau, qui a eu deux enfants, Marthe et Daniel Jumeau, auxquels Marguerite Bahuche fait des donations à leur mariage. Sans descendance de sa première union, Marguerite Bahuche se remarie en 1618 avec Paul Galland, receveur des tailles de l'élection de Tours.

  - Philibert Bunel.

## Œuvres

### Peintures
| Image | Titre                           | Date      | Technique et dimensions       | Commentaire | Lieu de conservation           | Référence |
| ----- | ------------------------------- | --------- | ----------------------------- | --- | ------------------------------ | --------- |
|       | Le Concert                      | vers 1591 | Huile sur toile 93,5 x 118 cm | | Collection particulière        |           |
|       | Le flûtiste                     | 1591      | Huile sur toile 46 x 36 cm    | | Paris, musée du Louvre         |           |
|       | Portrait d'Henri IV en Mars     | vers 1600 | Huile sur toile 185 x 136 cm  | Peut-être peint comme "dessus-de-cheminée" des appartements royaux du Palais des Tuileries. Autrefois attribué à Ambroise Dubois. | Pau, musée national du château |           |
|       | Henri IV à la bataille d'Arques |           | Huile sur bois 51,5 x 67 cm   | | Pau, musée national du château |           |

### Dessins
- Tête d'homme, tourné vers la droite, dessin du Musée du Louvre[21]
- Portrait en pied d'Henri IV, dessin du Musée du Louvre[22]
- Soldat endormi, allongé à terre, dessin du Musée du Louvre[23]